# Pandèmia de COVID-19 al Níger
L'expansió de la pandèmia per coronavirus de 2019-2020 es va detectar al Níger a partir del 19 de març de 2020, dia en que s'aplicava l'estat d'emergència al país, amb el cas d'un turista de 36 anys de Nigèria que havia visitat diversos països veïns abans d'arribar en territori. El 24 de març es tingué notícia de la primera víctima mortal.
Amnistia Internacional ha criticat el fet que diversos periodistes havien estat detinguts arran de la difusió d'informacions sobre la pandèmia.
En data del 19 d'abril, el país comptava 648 casos confirmats, 117 persones guarides i 20 morts.

## Cronologia
Uns quants dies abans la notícia del primer cas confirmat, un jove periodista nigerí que havia indicat un cas sospitós d'infecció a l'hospital de la capital Niamey es veié arrestat per les autoritats del país i detingut durant quatre dies. Fou acusat posteriorment de «difusió de dades susceptibles d'alterar l'ordre públic» i posat sota custòdia.
El 18 de març, el president de Níger Mahamadou Issoufou va declarar que els aeroports del Níger i de Zinder es tancarien i alhora les fronteres terrestres amb els set països veïns per a contenir l'expansió de l'epidèmia de coronavirus a partir de mitjanit el dia 19.
El 19 de març, es confirmà a Niamey la presència d'una primera persona infectada amb Covid-19, un nigerià de 36 anys que havia viatjat anteriorment a Lomé, Accra, Abidjan i Ouagadougou.
El 22 de març el ministre de Salut, Illiassou Idi Mainassara anuncià un segon cas de persona contagiada, un treballador italià d'una ONG de 51 anys. El tercer cas confirmat, que es va conèixer el 23 de març, fou el d'una ciutadana brasilera que havia entrat al Níger el 16 de març.
El 24 de març es van anunciar un total de 7 nous casos, entre els quals la primera mort vinculada al COVID-19 a Niamey, un ciutadà nigerià de 63 anys.
El 26 de març el país cumulava 10 casos, després d'afegir-hi dos nous casos confirmats, una dona de 52 anys que havia entrat en contacte amb una persona infectada localment i un home de 56 anys que havia viatjat per la República Centreafricana, Libèria i Kenya abans de tornar al Níger el 28 de febrer.

## Dades estadístiques
Evolució del nombre de persones infectades amb COVID-19 al Níger
Evolució dels nous casos confirmats per dia al Níger
Evolució del nombre de morts del COVID-19 al Níger